# Pauline Schullerus
Pauline Schullerus (n. 5 aprilie 1858, Cincu, România – d. 29 decembrie 1929, Sibiu, România) a fost o etnologă, botanistă și scriitoare română, aparținând minorității sașilor transilvăneni.

## Biografie

### Copilărie și origini
Pauline Schullerus s-a născut pe 5 aprilie 1858 în Cincu, România, fiind cea mai mare dintre doisprezece copii. La acea vreme, regiunea sa făcea parte din monarhia imperială austro-ungară.
Familia sa, alcătuită din pastori și învățători, locuia în această zonă încă din secolul al XVII-lea.
Încă de la o vârstă fragedă, Pauline Schullerus a fost atrasă de povești, în special de cele relatate de sătenii români, și de modul de viață rural. Oportunitățile pentru fete de a-și continua studiile erau limitate în acea perioadă și în regiunea sa.
A urmat educația oferită de tatăl său, Johann Schullerus, un cărturar cu o bibliotecă bine aprovizionată, însă se pare că nu a obținut autorizația necesară pentru a susține bacalaureatul.
Autodidactă, Pauline Schullerus și-a dobândit cunoștințe vaste și vorbea fluent latina și greaca, pe lângă germana și româna.

### Activitatea de etnobotanistă
În 1888, la scurt timp după sosirea sa la Alțina, tatăl lui Pauline Schullerus a fost însărcinat de profesorul Adolf Schullerus din Sibiu cu recenzarea numelor plantelor din valea Hârtibaciului, pentru a fi incluse în dicționarul termenilor sași din Transilvania.
El i-a delegat această sarcină fiicei sale celei mari, care de atunci a început să străbată câmpurile și pădurile pentru a colecta plante medicinale, dar și pentru a se interesa de utilizarea lor în medicina populară, de superstițiile și poveștile asociate acestora. De asemenea, și-a extins cercetările asupra păsărilor și insectelor și a publicat articole în ziare locale sau reviste de specialitate.

### Colecția de basme populare
La sfârșitul secolului al XIX-lea, mai mulți cărturari germanofoni au încercat să culeagă basme românești și să le traducă în germană.
Începând cu 1896, Pauline Schullerus a publicat cinci basme într-un ziar local.
În 1904, după moartea tatălui său, a vândut proprietatea familiei și s-a mutat la Sibiu împreună cu mama sa și o parte dintre frații și surorile sale, într-o casă cu o grădină mare. Acolo a avut posibilitatea de a se dedica pe deplin pasiunilor sale intelectuale.
În 1907, Pauline Schullerus a publicat „Rumänische Volksmärchen aus dem mittleren Harbachtale, im Anhang aus dem Alttale” (Basme populare românești din valea Hârtibaciului, urmate de altele din valea Oltului), lucrare care s-a bucurat imediat de succes.
De-a lungul vieții, a continuat să publice articole în reviste de specialitate, activitate pe care a menținut-o până puțin înainte de moartea sa, pe 29 decembrie 1929.

## Critica și influențele
Claude Lecouteux o plasează printre discipolii fraților Grimm. Cercetătorul flamand A. de Cock descrie opera sa drept „bogată și valoroasă”.
Specialistul român Ovidiu Bîrlea a considerat colecția sa de basme drept „cea mai exhaustivă din Transilvania”. Studii universitare recente subliniază contribuția sa la intersecțiile culturale germano-române.
Având în vedere vizibilitatea redusă a femeilor în poveștile și antologiile literare ale epocii, posteritatea sa este remarcabilă.

## Lista principalelor opere
- Schullerus, Pauline (1908). Pflanzen im Glauben und Brauch der Siebenbürger Sachsen (în germană). Sibiu: Josef Drotleff.
- Schullerus, Pauline (1907). Rumänische Volksmärchen aus dem mittleren Harbachtale, im Anhang aus dem Alttale (în germană). Sibiu: Verein für siebenbürgische Landeskunde.